# Національний парк Дідеса
Національний парк Дідесса — національний парк у західній Ефіопії. Він розташований у долині річки Дідеса, в зоні Камаші регіону Бенішангул-Гумуз. Займає площу 1300 км 2. 
У 2017 році уряд Ефіопії визначив його національним парком. Раніше він мав статус заповідника дикої природи. Він відомий своїми пишними лісами, високими водоспадами та урвищами. Тут мешкає велика кількість диких тварин, у тому числі бабуїни, бородавочники, буш-баки та ефіопський вовк.